# Môle d’Escale du Verdon
Der Môle d’Escale du Verdon war eine Landungsbrücke an der Pointe de Grave in Le Verdon-sur-Mer in Frankreich.

## Lage
Le Verdon liegt an der Nordspitze der Halbinsel Médoc an der Gironde, die dort in den Golfe de Gascogne mündet. Die Hafenstadt Bordeaux befindet sich rund 100 km flussaufwärts.

## Geschichte und Beschreibung
Im Jahr 1910 entwickelte die Handelskammer von Bordeaux den Plan, an der Mündung der Gironde in den Atlantik einen Vorhafen zu errichten. Mit ihm entfiele für Schiffspassagiere und Postsendungen die zeitraubende Fahrt zum weit landeinwärts gelegenen Seehafen der Stadt, da sie Bordeaux schneller über die bereits existierende Bahnstrecke Bordeaux–Verdon erreichen könnten. Zudem könnte ein solcher Außenposten des Hafens Bordeaux, anders als der bereits existierende Vorhafen Appontement de Trompeloup in Pauillac, unabhängig von den Gezeiten von großen Schiffen angefahren werden.
Mit dem Bau begonnen wurde im Jahr 1929, wobei dem Vorhaben die deutschen Reparationsleistungen nach dem Ersten Weltkrieg zugutekamen. Bauherr war der Port autonome de Bordeaux, ausführend war die Firma Hersent in Zusammenarbeit mit dem deutschen Unternehmen Julius Berger Tiefbau Aktiengesellschaft (JBTAG).
Es entstand eine 370 m lange, 38 m breite Landungsbrücke, die auf festem Grund in mehr als 8 m Tiefe unter dem Boden des Flusses mit insgesamt 96 Stahlbetonpfeilern (einschließlich des Zufahrtsviadukts) verankert war. Da sie dem Druck großer Seeschiffe bei deren Anlegen standhalten musste, wurden 180.000 t Kies, 185.000 t Bruchsteine, 35.000 t Steinblöcke, 81.000 m³ Beton und 13.000 t Stahl verbaut. Das Material wurde in Form von 58.000 Güterwagenladungen zur Baustelle befördert. Mehr als 1000 Arbeiter unterschiedlicher Nationalitäten waren an dem Bau beteiligt.
Die Plattform, an der beiderseits die größten Schiffe jener Zeit anlegen konnten, wurde in Stahlbetonbauweise errichtet. Sie bestand aus fünf einzelnen Abschnitten, die auf jeweils 12 Pfeilern ruhen. Die Anlage wurde nach modernsten Kriterien gebaut und erhielt hydraulische Stoßdämpfer, die die Kräfte des Anpralls beim Anlegen der Schiffe absorbierten. Auf der Plattform wurde ein viergleisiger Bahnhof mit zwei Mittelbahnsteigen angelegt, sodass Schiffspassagiere auf kurzem Weg in die Züge umsteigen konnten. Dessen nördlicher Teil war mit dem Empfangsgebäude, der südliche mit einem Parkplatz überbaut. Das Empfangsgebäude im Art-déco-Stil nahm u. a. die Zollstation, ein Postamt, eine große Halle, Salons und eine Bar auf. Vier große Hafenkräne besorgten das Umladen von Gütern und Gepäck.
Ein 372 m langes Viadukt, das eine langgezogene Kurve beschrieb, verband die Landungsbrücke mit dem Festland. Es nahm die beiden Gleise der Eisenbahn und eine zweistreifige Fahrstraße für Automobile auf.
Am 22. Juli 1933 wurde die Anlage eröffnet. Erstes Schiff, das am Môle d’Escale anlegte, war das Passagierschiff Champlain der Compagnie Générale Transatlantique auf dem Weg nach Le Havre, von dem an jenem Tag u. a. Pilger von Bord gingen. 600 Reisende wurden in zwei Zügen nach Paris, Bordeaux oder Lourdes weiterbefördert. Zunächst zogen Dampflokomotiven die Züge; am 4. Juli 1934 begann der elektrische Verkehr auf der Bahnstrecke, die zu diesem Zweck von ihrem Betreiber, der Compagnie des chemins de fer du Midi, bis auf die Landungsbrücke  mit einer Oberleitung versehen wurde.

## Niedergang
Trotz der günstigere Lage des Môle d’Escale zogen viele Reedereien den Hafen in Bordeaux weiterhin vor. Der Verkehr entwickelte sich nicht wie erwartet, nur rund 100 Fahrgastschiffe im Transatlantikverkehr legten insgesamt in Le Verdon-sur-Mer an. Am 21. Juni 1940 stach von dort der Passagierdampfer Massilia mit 40 Parlamentariern auf der Flucht vor der deutschen Wehrmacht an Bord in See. Tags darauf legte die Primauguet mit einem Teil der Goldreserven der Banque de France vom Môle d’Escale in Richtung Afrika ab.
Mit der deutschen Besetzung Frankreichs im Zweiten Weltkrieg endete der Betrieb der Anlage, auf der nun Flugabwehrgeschütze installiert wurden. Bei ihrem Abzug von der Pointe de Grave sprengten die Deutschen am 11. November 1944 den Môle d’Escale. 1964 wurden dessen verbliebene Reste für den Bau einer Erdöl-Verladestelle verwendet; das Ölterminal wurde nach wenigen Jahren wieder geschlossen.